# BeVeci Calopueno
BeVeci Calopueno（ベヴェッチ・カロプーノ）は日本のロックバンド、モーモールルギャバンの3枚目のアルバム（メジャー初のフルアルバム）。ビクターエンタテインメントのレーベル「Getting Better」から2011年3月16日にリリースされた。

## 解説
- プロデュースはヨシオカトシカズ、ジャケットは森俊博が手掛けた。
- 初回限定盤はボーナス・トラックとして『美沙子に捧げるラヴソング』と、“開けてのお楽しみ!?モーモールルギャバン直筆の絵やコメントが入ってるかもしれないオリジナルフォトカード”を封入。

## 収録曲
1. UWABURN (5:21)
インスト曲。
ディープ・パープルの『BURN』のような曲をやろうとして作ったが、むしろエマーソン・レイク・アンド・パーマーのようになってしまったという[1]。
2. BeVeci Calopueno (3:04)
インスト曲。
3. Hello!! Mr.Coke-High (4:55)
リード・トラック。PVが作製されている。
4. ATTENTION! (4:28)
原曲は「ダジョンに消えた祈り」という曲名であった[1]。
5. 変な人 (4:28)
6. ワタシハワタシ (4:31)
PVが作製されている。
7. Smells like SURUME!! (6:06)
インスト曲。
8. 821 (4:15)
9. パンティくわえたドラ猫の唄 (4:19)
結成初ライブの頃からあった曲。しばらくお蔵入りになっていたが、今回ファンク調にアレンジされた[1]。
『ラブレター』収録曲の再録音版。
10. Kitchen (3:28)
原曲は「にわとり」という曲名であった[1]。
11. 愛と平和の使者 (4:20)
12. rendez-vous (6:53)
13. 美沙子に捧げるラヴソング (4:12)
初回限定盤ボーナス・トラック。
『モーモールルギャバン』収録曲の再録音版。

（作詞・作曲：モーモールルギャバン）

## 参加メンバー
- ゲイリー・ビッチェ (矢島剛) ：ドラム/ヴォーカル (#3, #4, #5, #8, #9, #11, #13) /コーラス
- T-マルガリータ (丸山知秀) ：ベース (#1, #2, #3, #4, #6, #7, #8, #9, #11, #12) /エレクトリック・アップライト・ベース (#5, #10, #13) /コーラス
- ユコ＝カティ (尾家祐子) ：キーボード/ヴォーカル (#3, #4, #5, #6, #10, #12) /コーラス/銅鑼 (#1, #7)

ゲスト
- 松浦〝ノイズ〝達彦：コーラス (#9)
- オーディエンスのみなさん＠下北沢basement bar〝Beat Running〝on Jan 7 2011：コーラス (#12)